# Цезарь, Иван Григорьевич
Иван Григорьевич Цезарь (1921 —) — командир отделения отдельной зенитной пулеметной роты гвардии старший сержант.

## Биография
Родился в 1921 году в городе Моздоке Северной Осетии. Русский.
В июне 1941 года был призван в Красную Армию. С этого же времени на фронте. К лету 1944 года гвардии старший сержант Цезарь — командир отделения отдельной зенитной пулеметной роты (9-я гвардейская воздушно-десантная дивизия
6 августа 1944 года в районе деревни Лысакувск гвардии старший сержант Цезарь во время отражения прорвавшихся к наблюдательному пункту дивизии бронетранспортеров с десантом огнём из пулемета заставил их отойти, при этом сразил 8 противников. Был представлен к награждению медалью «За отвагу».
Приказом по 9-й гвардейской воздушно-десантной дивизии от 30 августа 1944 года гвардии старший сержант Цезарь Иван Григорьевич награждён орденом Славы 3-й степени
20 и 23 января 1945 года отделение гвардии старшего сержанта Цезаря умело отражало налеты вражеской авиации на переправы наших воинских подразделений через реку Одер в 20 км северо-западнее города Оппельн. Зенитчики создали плотную огневую завесу и сорвали налет вражеской авиации. Был представлен к награждению орденом Славы.
10-12 февраля 1945 года в 6 км юго-восточнее города Бреслау гвардии старший сержант Цезарь огнём из зенитного пулемета поддерживал наступление частей 28-го гвардейского стрелкового полка. Поджег две вражеские автомашины, поразил четыре повозки с боеприпасами и истребил более десяти противников. 20 февраля в бою в 12 км северо-западнее города Бреслау заменил выбывшего из строя командира взвода, уничтожил свыше десяти немецких солдат и офицеров.
Приказом по 5-й гвардейской армии от 17 мая 1945 года гвардии старший сержант Цезарь Иван Григорьевич награждён орденом Славы 2-й степени.
Указом Президиума Верховного Совета СССР от 15 мая 1946 года за исключительное мужество, отвагу и бесстрашие, проявленные на заключительном этапе Великой Отечественной войны в боях с вражескими захватчиками гвардии старший сержант Цезарь Иван Григорьевич награждён орденом Славы 1-й степени. Стал полным кавалером ордена Славы.
Послевоенная судьба Ивана Григорьевича Цезаря не установлена.